# Montagny-sur-Grosne
Pour les articles homonymes, voir Montagny.
Montagny-sur-Grosne est une ancienne commune française située dans le département de Saône-et-Loire, en région Bourgogne-Franche-Comté. Depuis le 1er janvier 2019, elle est commune déléguée de Navour-sur-Grosne.

## Histoire
Montagny vient de « montaniacum », domaine « acum » d'un Romain du nom de Montanius.
Le 1er janvier 2019, Montmagny intègre avec Clermain et Montagny-sur-Grosne la commune nouvelle de Navour-sur-Grosne dont la création est actée par un arrêté préfectoral du 13 novembre 2018.

## Politique et administration

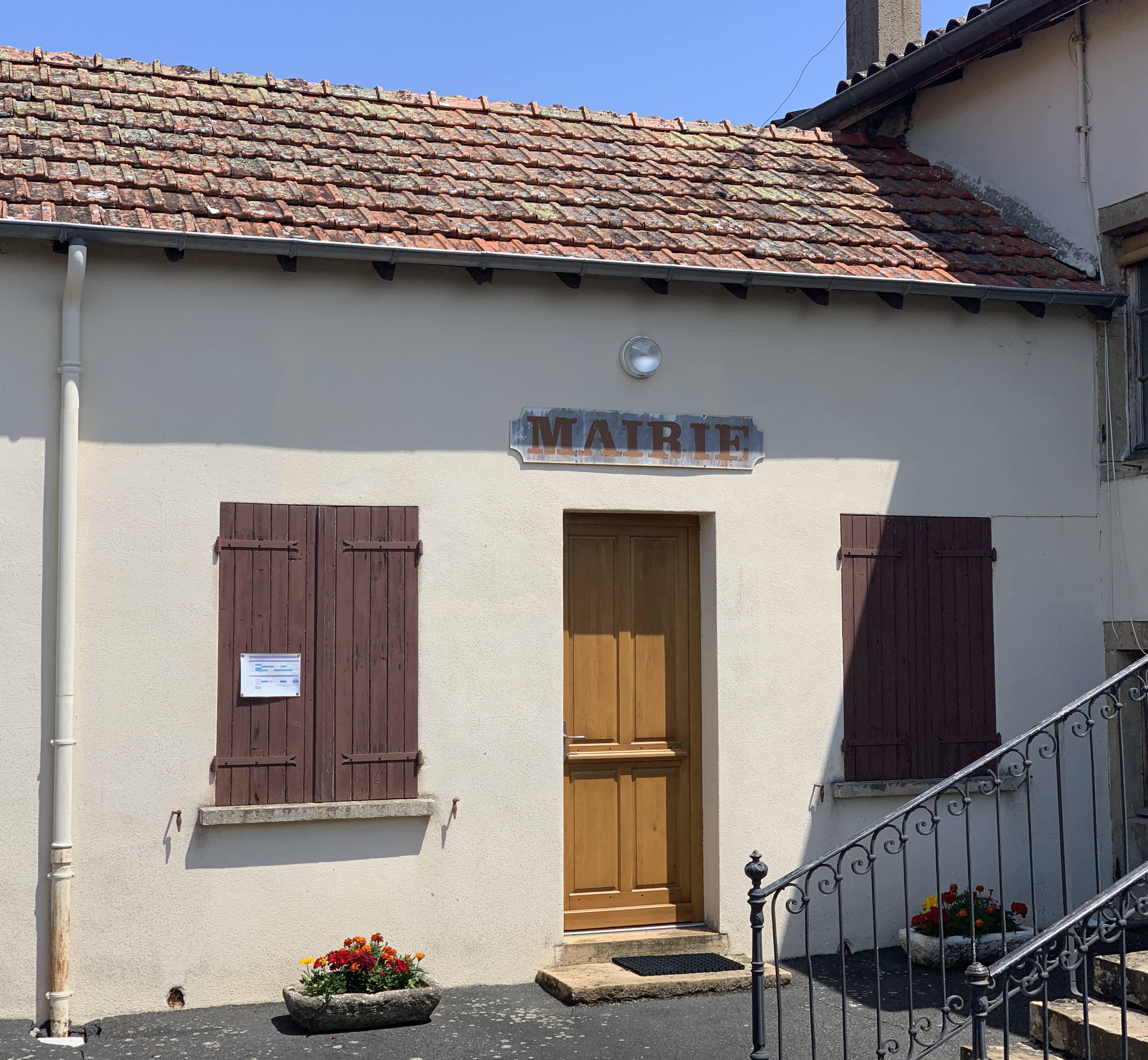
Mairie.

| Période   | Période   | Identité            | Étiquette | Qualité |
| --------- | --------- | ------------------- | --------- | ------- |
| juin 1995 | mars 2008 | Pierre Lardy        |           |         |
| mars 2008 | mars 2014 | Dominique Sauvageot |           |         |
| mars 2014 | juin 2020 | Jean-Pierre Leroy   |           |         |
| juin 2020 | en cours  | Bernard Badrouillet |           |         |

## Démographie
Entre 2006 et 2010 (derniers recensements connus), la population de la commune a augmenté de 7,1 %.

L'évolution du nombre d'habitants est connue à travers les recensements de la population effectués dans la commune depuis 1793. Pour les communes de moins de 10 000 habitants, une enquête de recensement portant sur toute la population est réalisée tous les cinq ans, les populations de référence des années intermédiaires étant quant à elles estimées par interpolation ou extrapolation. Pour la commune, le premier recensement exhaustif entrant dans le cadre du nouveau dispositif a été réalisé en 2008.

En 2016, la commune comptait 120 habitants, en évolution de +33,33 % par rapport à 2010 (Saône-et-Loire : −1,06 %, France hors Mayotte : +2,11 %).
| 1793 | 1800 | 1806 | 1821 | 1831 | 1836 | 1841 | 1846 | 1851 |
| ---- | ---- | ---- | ---- | ---- | ---- | ---- | ---- | ---- |
| 317  | 201  | 368  | 310  | 301  | 346  | 353  | 387  | 405  |

| 1856 | 1861 | 1866 | 1872 | 1876 | 1881 | 1886 | 1891 | 1896 |
| ---- | ---- | ---- | ---- | ---- | ---- | ---- | ---- | ---- |
| 418  | 374  | 356  | 316  | 299  | 296  | 291  | 296  | 258  |

| 1901 | 1906 | 1911 | 1921 | 1926 | 1931 | 1936 | 1946 | 1954 |
| ---- | ---- | ---- | ---- | ---- | ---- | ---- | ---- | ---- |
| 256  | 248  | 222  | 177  | 159  | 159  | 153  | 133  | 152  |

| 1962 | 1968 | 1975 | 1982 | 1990 | 1999 | 2006 | 2008 | 2013 |
| ---- | ---- | ---- | ---- | ---- | ---- | ---- | ---- | ---- |
| 105  | 119  | 86   | 61   | 43   | 66   | 84   | 89   | 113  |

| 2016 | - | - | - | - | - | - | - | - |
| ---- | - | - | - | - | - | - | - | - |
| 120  | - | - | - | - | - | - | - | - |

## Lieux et monuments
C'est à Montagny que s'est tenue la première foire Euroforest en 1995. Euroforest est une expo mondiale de la filière forestière, visitée par près de 35 000 visiteurs en 2010 à Saint-Bonnet-de-Joux.
Aux alentours
- Le Lab 71 à Dompierre-les-Ormes ;
- L'Arboretum de Pézanin à Dompierre-les-Ormes.
- L'église Saint-Fiacre.

## Personnalités liées à la commune
- Patrick Charbonnier : artiste, musicien et explorateur sonore
- Florian Vidgrain : artiste-musicien cofondateur de l'Imperial Kikiristan
- Jean-Claude Ribes: Polytechnicien, astronome, Directeur de l'observatoire de Lyon, Directeur de la Société Française d'Astronomie